# Cervello in una vasca
In filosofia, il cervello in una vasca è uno scenario proposto da Hilary Putnam nel 1981, che riprende un racconto di Daniel Dennett per ragionare sulle idee di conoscenza, realtà, consapevolezza e significato, messe alla prova dall'ipotesi di un dubbio scettico radicale simile a quello cartesiano del genio maligno che rappresenta l'estremizzazione del dubbio metodico in dubbio iperbolico.

## Un esperimento fantascientifico
Putnam, in nome della sua concezione realistica, si oppone allo scetticismo e nella sua opera Ragione, verità e storia dichiara la sua adesione a quello che definisce realismo interno, di chiara derivazione kantiana, secondo il quale l'oggetto è in una certa dipendenza dalla soggettività.
Putnam ipotizza che uno scienziato pazzo, una macchina o un'altra entità possa estrarre il cervello dal corpo di una persona, immergerlo in una vasca di liquido nutritivo e connettere con dei cavi i suoi neuroni a un supercomputer, il quale gli fornirebbe impulsi elettrici identici a quelli ricevuti da un cervello normale. Il cervello in una tale situazione vivrebbe quindi in una realtà simulata, continuando ad avere esperienze perfettamente consce (come quelle di una persona col cervello all'interno del corpo), senza però che queste siano collegate a cose o eventi nel mondo reale. Perderemmo così ogni certezza relativamente alla realtà esterna e alla nostra stessa esistenza poiché chi ci conferma che non siamo cervelli in una vasca?

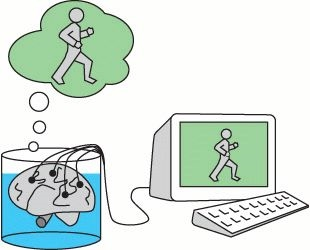
Un cervello in una vasca che crede di star passeggiando all'aria aperta.

Più esattamente:

## Confutazioni della teoria
Sebbene il cervello nella vasca possa essere considerato un utile esperimento mentale, ci sono diversi dibattiti filosofici riguardanti la plausibilità dell'esperimento in sé. Se questi dibattiti giungessero alla conclusione che l'esperimento mentale fosse poco plausibile, una possibile conseguenza sarebbe di non essere più vicini alla conoscenza, alla verità, alla coscienza, alla rappresentazione etc. di quanto non lo fossimo prima dell'esperimento.

### Confutazione biologica
Un argomento contro l'esperimento mentale del cervello nella vasca deriva dall'idea che il cervello non è - e non può essere - biologicamente simile a quello incarnato (ossia, quello presente in una persona). Poiché il cervello nella vasca è svincolato dal corpo, ne consegue che non ha una biologia simile a quella di un cervello incarnato. In altre parole, manca delle connessioni dal corpo al cervello, il che lo rende neuro-anatomicamente e neurofisiologicamente diverso da un cervello incarnato. Se questo è il caso, non possiamo affermare che sia persino possibile per il cervello in una vasca avere esperienze simili a quelle del cervello incarnato, poiché i cervelli non sono uguali. Tuttavia, si potrebbe contestare che la macchina ipotetica sia progettata per replicare anche quel genere di input.

### Argomento dell'esteriorità
Un secondo argomento affronta direttamente gli stimoli che arrivano al cervello, spesso definito l'argomento dell'esteriorità o ultra-esteriorità. Nella vasca, il cervello riceve tutti gli stimoli tramite una macchina. In un cervello incarnato, invece, il cervello riceve gli stimoli dai sensori presenti nel corpo (attraverso il tatto, il gusto, l'olfatto, ecc.), che a loro volta ricevono input dall'ambiente esterno. Questo argomento porta spesso alla conclusione che c'è una differenza tra ciò che rappresenta il cervello in una vasca e ciò che rappresenta il cervello incarnato. Questo dibattito è stato discusso, ma rimane irrisolto, da vari filosofi, tra i quali Uriah Kriegel, Colin McGinn e Robert D. Rupert, e ha conseguenze per le discussioni sulla filosofia della mente riguardanti (ma non limitate a) rappresentazione, coscienza, contenuto, cognizione e cognizione incorporata.

### Confutazione sull'incoerenza
Un terzo argomento contro il cervello in una vasca proviene dalla direzione dell'incoerenza, presentato dallo stesso filosofo Hilary Putnam. Egli cerca di dimostrarlo attraverso l'uso di un argomento trascendentale, nel quale cerca di illustrare che l'incoerenza dell'esperimento mentale risiede nel fatto che si auto rifiuta. Per fare ciò, Putnam stabilisce inizialmente una relazione che chiama "connessione causale", talvolta definita come "vincolo causale". Questa relazione è ulteriormente definita attraverso una teoria del riferimento, la quale suggerisce che il riferimento non può essere dato per scontato e le parole non sono automaticamente connesse in modo intrinseco a ciò che rappresentano. Questa teoria sarebbe successivamente conosciuta come esternalismo semantico. Questo concetto è ulteriormente illustrato quando Putnam stabilisce uno scenario in cui una scimmia trascrive l'Amleto per caso; ciò non significa che la scimmia si stia riferendo all'opera di Shakespeare, poiché la scimmia non ha conoscenza di Amleto e quindi non può fare riferimento ad esso. Putnam offre quindi l'esempio della "Terra gemella" per dimostrare che due individui identici, uno sulla Terra e l'altro su una "Terra Gemella", possano avere lo stesso stato mentale e pensieri esatti, ma riferirsi a due cose diverse. 
Ad esempio, quando una persona pensa ai gatti, il riferimento dei suoi pensieri farebbe riferimento ai gatti trovati sulla Terra. Tuttavia, un equivalente della persona che vive sulla Terra gemella, pur avendo gli stessi pensieri, si riferirebbe invece non ai gatti della Terra, ma ai gatti della Terra gemella. Tenendo presente questo, scrive che un cervello "puro" in una vasca, ossia uno che non è mai esistito al di fuori della simulazione, non potrebbe nemmeno dire la verità sostenendo di essere un cervello in una vasca. Ciò è dovuto al fatto che quando il cervello pronuncia le parole "cervello" e "vasca", può fare riferimento solo agli oggetti all'interno della simulazione, non a cose esterne alla simulazione con cui non ha una relazione o di cui non ha esperienza. Putnam chiama questa relazione "connessione causale", talvolta definita come "un vincolo causale". Quindi, ciò che il cervello dice è dimostrabilmente falso, secondo la seguente logica: se il parlante non è un cervello in una vasca, sta dicendo il falso, e se il parlante fosse un effettivo cervello in una vasca, la definizione di "vasca" e "cervello" a cui il parlante si riferisce non appartengono all'idea di "vasca" e "cervello" interne alla simulazione e a cui il cervello può fare riferimento. Egli conclude, quindi, che l'affermazione "Io sono un cervello in una vasca" è necessariamente falsa. Questo argomento è stato esplorato approfonditamente nella letteratura filosofica a partire dalla sua pubblicazione. Una possibile falla nella teoria del riferimento di Putnam è che un cervello sulla Terra che viene "rapito", inserito in una vasca e sottoposto a una simulazione potrebbe comunque fare riferimento a cervelli e vasche che sono reali nel senso di Putnam, e quindi dire correttamente di essere un cervello in una vasca secondo la teoria del riferimento putnamiana. Tuttavia, l'idea che il cervello in una vasca "puro" sia incorretto e la teoria del riferimento che lo sostiene rimangono influenti nella filosofia della mente, del linguaggio e della metafisica. Anthony L. Brueckner ha formulato un'estensione dell'argomento di Putnam che esclude questa falla utilizzando un principio di disquotazione.

### Ricostruzioni dell'argomento di Putnam
Un problema sorto con l'argomento di Putnam è che le sue premesse implicano solo l'affermazione metalinguistica. Uno scettico potrebbe tuttavia richiedere che l'affermazione nel linguaggio oggettivo 'Sono un BIV' venga dimostrata. Per affrontare questo problema, vari filosofi si sono assunti l'onere di ricostruire l'argomento di Putnam. Alcuni filosofi, come Anthony L. Brueckner e Crispin Wright, hanno adottato approcci che utilizzano principi di disquotazione. Altri, come Ted A. Warfield, hanno adottato approcci che si concentrano sui concetti di autoconoscenza e a priori.